# John Talbot, III conte di Shrewsbury
John Talbot, III conte di Shrewsbury (12 dicembre 1448 – 28 giugno 1473), è stato un militare inglese.

## Biografia
Era il figlio di John Talbot, II conte di Shrewsbury, e di sua moglie Elizabeth Butler. I suoi nonni materni erano James Butler, IV conte di Ormonde e Joan Beauchamp.

## Matrimonio
John sposò Catherine Stafford, figlia di Humphrey Stafford, I duca di Buckingham e Anne Neville. Anne era una figlia di Ralph Neville, I conte di Westmorland e Joan Beaufort, contessa di Westmorland. Ebbero tre figli:
- George Talbot, IV conte di Shrewsbury (1468 - 26 luglio 1538);
- Thomas Talbot (1470 - ?);
- Anne Talbot (1472 - ?), sposò Thomas Butler.

## Onorificenze
| Controllo di autorità | VIAF (EN) 88489568 · LCCN (EN) no2009071547 |